# جيمس مونتغمري بيجز
جيمس مونتغمري بيجز (بالإنجليزية: James Montgomery Beggs)‏ (ولد في 9 يناير 1926) هو الرئيس السادس لوكالة ناسا، حيث رشح من قبل الرئيس رونالد ريغان في 1 يونيو من العام 1981 حتى تاريخ 4 ديسمبر 1985.